# PSA Super Series Finals 2006/07
Die 14. PSA Super Series Finals der Herren fanden vom 9. bis 12. August 2007 in Manchester, England, statt. Das Squashturnier war Teil der PSA World Tour 2006/07 und mit 75.000 US-Dollar dotiert.
Titelverteidiger war Anthony Ricketts, der sich in diesem Jahr nicht erneut qualifizieren konnte. Im Endspiel besiegte Ramy Ashour seinen Kontrahenten Grégory Gaultier mit 12:10, 11:8, 4:11 und 11:4. Dies war Ashours erster Sieg bei diesem Turnier bei der gleichzeitig ersten Teilnahme an den Super Series Finals. Er war damit auch der erste Debütant, der das Turnier gewinnen konnte.

## Ergebnisse

### Gruppe A

#### Tabelle
| Pos. | Setzliste | Spieler          | Spiele | Sätze | Punkte  |
| ---- | --------- | ---------------- | ------ | ----- | ------- |
| 1    | 3         | Grégory Gaultier | 2:1    | 7:7   | 137:118 |
| 2    | 1         | Amr Shabana      | 2:1    | 8:6   | 120:119 |
| 3    | 6         | Nick Matthew     | 1:2    | 7:7   | 123:133 |
| 4    | 5         | James Willstrop  | 1:2    | 5:7   | 106:116 |

#### Ergebnisse
| Spieler          | Spieler          | Ergebnis                      |
| ---------------- | ---------------- | ----------------------------- |
| James Willstrop  | Grégory Gaultier | 11:6, 8:11, 11:6, 11:4        |
| Amr Shabana      | Nick Matthew     | 8:11, 4:11, 11:7, 11:7, 11:6  |
| Nick Matthew     | James Willstrop  | 7:11, 14:12, 11:8, 11:8       |
| Grégory Gaultier | Amr Shabana      | 8:11, 11:4, 10:12, 11:7, 11:5 |
| Grégory Gaultier | Nick Matthew     | 8:11, 11:2, 7:11, 11:4, 12:10 |
| Amr Shabana      | James Willstrop  | 11:7, 11:4, 3:11, 11:4        |

### Gruppe B

#### Tabelle
| Pos. | Setzliste | Spieler        | Spiele | Sätze | Punkte |
| ---- | --------- | -------------- | ------ | ----- | ------ |
| 1    | 7         | Ramy Ashour    | 3:0    | 6:1   | 118:74 |
| 2    | 8         | Karim Darwish  | 2:1    | 1:6   | 110:96 |
| 3    | 2         | David Palmer   | 1:2    | 2:5   | 97:115 |
| 4    | 4         | Thierry Lincou | 0:3    | 5:2   | 69:109 |

#### Ergebnisse
| Spieler       | Spieler        | Ergebnis                |
| ------------- | -------------- | ----------------------- |
| Ramy Ashour   | Karim Darwish  | 11:4, 14:12, 7:11, 11:4 |
| David Palmer  | Thierry Lincou | 11:5, 11:9, 7:11, 11:5  |
| Karim Darwish | Thierry Lincou | 11:3, 14:12, 11:8       |
| Ramy Ashour   | David Palmer   | 11:6, 9:11, 11:7, 11:3  |
| Karim Darwish | David Palmer   | 10:12, 11:9, 11:6, 11:3 |
| Ramy Ashour   | Thierry Lincou | 11:7, 11:4, 11:5        |

### Finale
| Spieler     | Spieler          | Ergebnis                |
| ----------- | ---------------- | ----------------------- |
| Ramy Ashour | Grégory Gaultier | 12:10, 11:8, 4:11, 11:4 |